# Вашо (язык)
Язык вашо (уошо, уашо) — язык народа вашо, является изолятом. Распространён на границе штатов Калифорния и Невада, вдоль сухого русла рек Траки и Карсон, особенно вокруг озера Тахо. По переписи 2000 г., насчитывалось 252 носителя языка вашо, однако фактически оно может составлять лишь несколько десятков. Среди носителей языка насчитывалось 64 ребёнка и подростка в возрасте до 17 лет, из которых 4 обладали ограниченным знанием английского языка. Существуют официальные программы по поддержанию языка вашо.

## Ареальная информация
Носители языка вашо, члены племени вашо (waší:šiw – “люди”) проживают в четырех общинах, признанных на федеральном уровне: Вудфорде в Калифорнии и Карсоне, Дресслервилле и Стюарте в Неваде. В целом язык вашо распространен в районе озера Тахо.
Племя вашо относится к культуре Большого бассейна и является единственным, не принадлежащим к нумским языкам в данном регионе. В языке имеются заимствования из соседних юто-ацтекских, майдуанских и мивокских языков. По данной причине он входит сразу в два языковых союза — Большого бассейна и Калифорнийский.

## Региональные варианты
Вашо делится на две группы диалектов: северную и южную. Разница между диалектами невелика и не препятствует взаимопониманию.

## Генеалогическая информация
Вашо не связан родством с соседними языками — северным пайюте (нумские языки юто-ацтекской семьи), майду (майдуанская семья) и мивок (утийская семья). Не установлено и достоверных связей с другими языками. Нередко включается в гипотетическую хоканскую макросемью, но даже это предположение, по мнению автора хоканской гипотезы Альфреда Крёбера, может быть верным при условии весьма отдалённого родства с прочими хоканскими языками. Впервые мнение о родстве с хоканскими языками высказал лингвист Джон Пибоди Харрингтон, предположивший родство между вашо и чумашскими языками. Мнение Харрингтона поддержали без обсуждения и другие сторонники хоканской гипотезы. В 1988 Терренс Кауфман выпустил труд с новым обзором хоканской гипотезы, где он включает в хоканские языки вашо, однако исключает чумашские. По причине спорности существования хоканской макросемьи язык вашо принято рассматривать как изолят.

## Социолингвистическая информация
Язык вашо находится на грани исчезновения – на нем свободно говорят от 10 до нескольких десятков человек при численности племени около 1500 человек. На данный момент язык практически полностью вытеснен английским и используется преимущественно пожилыми людьми в бытовой сфере.
Уменьшение численности носителей языка вашо началось в середине 19 века во время калифорнийской золотой лихорадки и последующей за ней серебряной лихорадки Невады, когда племя подверглось угнетению со стороны приезжих и “стало терять не только земли, но и культурную и языковую самобытность”.
В 1890 году детей вашо начали насильственно забирать из семей и отдавать в школу-интернат для индейцев, в которой им запрещалось говорить на родном языке; дети были вынуждены учить английский. Об этих событиях на сайте племени говорится следующее: “Boarding Schools were built on the principle of “kill the Indian, save the man” in hopes of pushing the Indigenous people towards “civilization.”” Поколение детей, которых забирали в интернат, члены племени часто называют “украденным поколением”. Многие из выживших учеников интерната до сих пор не говорят на своем родном языке.

### Ревитализация языка
Жители племени вашо активно работают над ревитализацией родного языка. Согласно Atlas of the world's languages in danger, существуют следующие программы по сохранению языка вашо: индивидуальные занятия с учителем, языковые гнезда, курсы в университетах и племенных колледжах, школьные программы.
Так, в 1979 году исследователь языка вашо Якобсен организовал уроки по вашо рядом с Дрессевиллем, а в начале 1980-х стали появляться языковые кружки, на которых старейшины племени делились историями на языке вашо.
С 1997 по 2003 работала первая школа погружения “Wá∙šiw Wagayay Maŋal” или “Дом, в котором говорят на вашо”, где восьмиклассники преподавали дошкольникам все предметы кроме математики на языке вашо.
В 2006 году был запущен проект по документации языка в ходе программы Documenting Endangered Languages на базе Национального научного фонда. В рамках проекта была создана онлайн база данных языка, включающая электронный англо-вашо и вашо-английский словарь.
С 2012 по 2015 года был организован проект по языковому погружению "Орлиное гнездо" (самоназвание "Patalngi Me'ki") для детей племени. Также команда проекта создала уроки вашо для родителей и других членов семьи, чтобы увеличить использование языка в домашней среде.

### Письменность
В племени вашо нет официально принятого стандарта письменности. Для записи вашо в грамматиках используется стандарт IPA.

## Типологическая характеристика

### Тип выражения грамматических значений
Язык Вашо является полисинтетическим, грамматические значения выражаются с помощью развитой системы аффиксов. В языке отсутствуют синтаксические падежи, формы номинатива, посессива и косвенных падежей совпадают.
| (1) | l-émlu-yášaɁ-i                  |
|     | 1-есть-NEAR.FUT-IND             |
|     | Я собираюсь есть (прямо сейчас) |

| (2) | watlí: zí:gɨn l-é:bik-ha-yi                |  |
|     | Утро курица 1/3-быть сготовленным-CAUS-IND |  |
|     | Я приготовил курицу этим утром             |  |

### Характер границы между морфемами
По характеру границ между морфемами язык Вашо является агглютинативным. Для него не характерна семантическая фузия (кумуляция) — каждое грамматическое значение, как правило, выражается отдельным аффиксом:
| mi-damal-é:s-ay̓ -i-∅-gi.              |
| 1/2-слышать-NEG-INT.PST-IND-SS-NM.NOM |
| Я не услышал тебя                     |

### Тип маркирования
Для именной посессивной группы и предикации характерно вершинное маркирование.
| (1) | t'ánu Ɂ-emle        |
|     | Человек POSS-сердце |
|     | Сердце человека     |

| (2) | géwe∅-Múʔuš-i      |
|     | Койот 3-бежать-IND |
|     | Койот бежит        |

### Тип ролевой кодировки
Для языка Вашо характерен директный тип ролевой кодировки, ролевые отношения определяются порядком слов.
Клауза с агенсом и пациенсом:
| géwe píteliʔ ∅-Léʔeš-leg-i                                |
| Койот ящерица 3/3-погнаться за (преследовать)-REC.PST-IND |
| Койот погнался за ящерицей                                |

Клауза с агенсом и непереходным глаголом:
| gawá:yɨʔ ∅-Múʔuš-i  |
| Лошадь 3-бежать-IND |
| Лошадь бежит        |

Клауза с пациенсом и непереходным глаголом:
| d-émlu ∅-dópoš-i    |
| NM-еда 3-гореть-IND |
| Еда сгорела         |

### Порядок слов в предложении
Базовый порядок слов в языке Вашо – SOV, однако допускаются постглагольные элементы. Косвенное дополнение предшествует прямому.
| géwe píteliʔ ∅-Léʔeš-leg-i                                |
| Койот ящерица 3/3-погнаться за (преследовать)-REC.PST-IND |
| Койот погнался за ящерицей                                |

Порядок слов в именной группе свободный – зависимое слово может как предшествовать вершинному, так и следовать за ним (за исключением поссесивной именной группы, где посессор предшествует обладаемому).
| (a) | t’ánu míl̓e-w Adele ∅-sú:dɨm-i             |  |
|     | Человек весь-PL Адель 3/3-смотреть на-IND |  |
|     | Все смотрят на Адель                      |  |

| (b) | míl̓e-w t’ánu Adele ∅-sú:dɨm-i             |  |
|     | Весь-PL человек Адель 3/3-смотреть на-IND |  |
|     | Все смотрят на Адель                      |  |

## Общие языковые особенности

### Фонетика
В языке вашо имеется регрессивная гармония гласных или умлаут. Механизм гармонизации гласных различен в северной и южной группе диалектов.

### Строение слога
Базовое строение слога в языке Вашо – (С)V(C). Язык запрещает конечные согласные кластеры, во избежание используется вставка гласного. Конечные кластеры согласных могут встречаться в заимствованных словах. Обычно в слове не встречается последовательности больше чем из двух согласных, что характерно для немногих языков данного ареала.

### Редупликация
В вашо используется частичная редупликация для передачи множественного числа существительных и глаголов, а также выражения многократности действия. Понятие “частичная” означает, что повторяющаяся часть обычно имеет вид CV, вне зависимости от длины основы (e.g. géwe – койот, gewéwe – койоты; dámal-i – он(а) слышит, damámal-i – они слышат (-i – IND); bíŋil – попытаться, biŋíŋil – пытаться много раз). Данная черта встречается у многих индейских языков Северной Америки, например, в цимшианских языках.

### Bipartite stems (по Уильяму Якобсену)
Впервые термин “bipartite stems” был введен Уильямом Якобсеном в 1980 году при изучении языка вашо. Данный термин означает определенный класс глагольных основ, состоящих из двух элементов: лексического префикса (по Якобсену) и простой основы (e.g., ugát’g — “дубинкой-убить.SG/убить предметом, похожим на дубинку”). Грамматические признаки глагола накладываются на всю основу. Многие глаголы в вашо образуются именно таким образом.
Данная черта характерна для некоторых соседних языков, в том числе исчезнувших (некоторые языки майдуанской семьи, гипотетической хоканской семьи). Существует предположение, что наличие в языке подобных основ является ареальным признаком.

### Особенности выражения времени глагола
Система выражения времен глагола в языке вашо является его отличительной чертой — в языке не маркируется настоящее время, но различаются степени временной удаленности в прошедшем и будущем.

#### Настоящее время
В языке вашо не маркируется настоящее время.

#### Прошедшее время
Если в клаузе время не маркировано, то на прошедшее время может указать глагол действия (в отличие от глагола состояния, который будучи немаркированным скорее всего указывает на настоящее время) или контекст. Также в языке вашо прошедшее время может маркироваться суффиксами, выражающими разную степень временной удаленности. Так, суффикс -leg- выражает действие, произошедшее в недавнем прошлом, -ay̓- —  в "обычном" прошлом, -lul- — в далеком прошлом. Суффикс -uŋil выражает статичное действие, которое закончилось в прошлом и не актуально для настоящего.
Пример немаркированного прошедшего времени:
| watlí: zí:gɨn l-é:bik-ha-yi                |
| Утро курица 1/3-быть сготовленным-CAUS-IND |
| Я приготовил курицу этим утром             |

#### Будущее время
В языке вашо маркирование будущего времени обязательно; для этого используются суффиксы, выражающие разные степени временной удаленности, несимметричные со степенями удаленности в прошедшем времени. Так, суффикс -yášaɁ- выражает действие в ближайшем будущем (действие, которое произойдет прямо сейчас), -t- — действие, которое произойдет позже сегодня, -gab- — действие, которое произойдет послезавтра и в более далеком будущем.